# Колосов Владислав В'ячеславович
Владислав В'ячеславович Колосов (1965—1987) — український пожежник.

## Життєпис
Народився 1965 року в місті Мелітополь, 1984-го закінчив Мелітопольський автомоторний технікум. Протягом 1984—1986 років проходив строкову службу в РА, у військовій частині №-5442, заступник командира взводу. 1986 року прийнятий на службу пожежним, мелітопольська 16-ПВПЧ.
28 жовтня 1987 року на території Мелітопольського консервного заводу сталася пожежа, полум'ям було охоплено понад 500 м² дерев'яних конструкцій. За умов високої температури, сильного задимлення та вітру створилася загроза поширення вогню на сусідні будівлі (заводський склад). Оцінивши становище, Владислав піднявся на дах приміщення та розпочав відсікати поширення вогню від складу; він намагався прокласти рукавну лінію. Шиферне покриття не витримало навантаження, Владислав упав з висоти 6 метрів. Завдяки його діям було врятовано майна на суму більш ніж 800 000 карбованців.
2 листопада 1987-го від травм, не сумісних з життям, Владислав Колосов помер.
Без сина лишилися мама Віра Миколаївна та батько В'ячеслав Михайлович.
Нагороджений медаллю «За відвагу на пожежі» (указ Президії Верховної Ради УРСР від 16 квітня 1988 року, посмертно), нагрудним знаком «За відзнаку в службі» II ступеня. Одна з вулиць Мелітополя названа на честь Владислава Колосова.